# Lygosoma angeli
Lygosoma angeli — вид сцинкоподібних ящірок родини сцинкових (Scincidae). Мешкає в Південно-Східній Азії. Вид названий на честь французького герпетолога Фернана Анхеля.

## Поширення і екологія
Lygosoma angeli мешкають у В'єтнамі, Лаосі, Камбоджі і Таїланді. Вони живуть в рівнинних тропічних лісах на берегах водойм. Ведуть наземний, напівриючий спосіб життя, відкладають яйця.